# 豊田市の地名の変遷
- 愛知県 > 豊田市 > 地名の変遷

豊田市の地名の変遷では、現在までの豊田市内での町名・字名の変遷を地区別に記す。
現行の町名および市内の地区については豊田市の町名の一覧を参照。

## 挙母地区

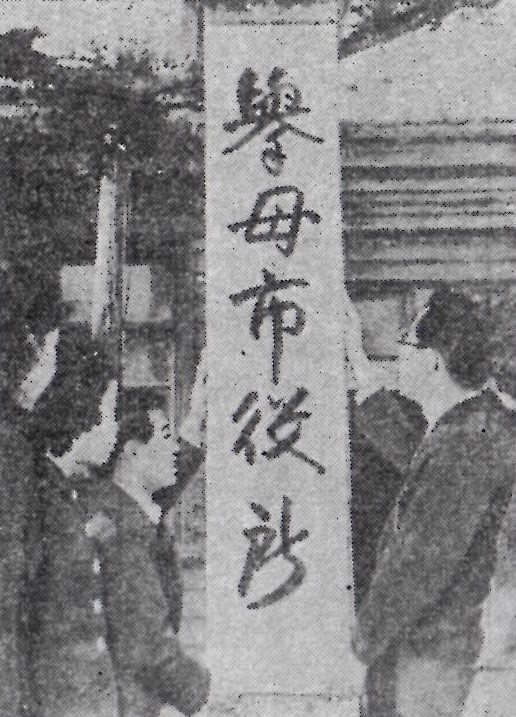
「挙母市役所」の看板を掲げ市制施行を祝う瞬間（1951年）

1951年、西加茂郡挙母町が市制施行し挙母市として当市は成立した。成立当初は以下の大字が編成されていた。
- 挙母
- 梅坪（旧梅坪村）
- 宮口（旧宮口村）
- 土橋（旧逢妻村）
- 本地（旧逢妻村）
- 千足（旧逢妻村）
- 金谷（旧根川村）
- 下林（旧根川村）
- 下市場（旧根川村）
- 長興寺（旧根川村）
- 今（旧根川村）
- 西山室（旧根川村）
- 山之手（1946年下市場の一部より成立[2][3]）

1959年1月1日の豊田市への改称に際し、1959年中に以下の町名が設置された。以下月別に列挙する。
1月
- 挙母町（挙母）
- 朝日ケ丘（挙母）
- 上挙母（挙母）
- 神田町（挙母）
- 久保町（挙母）
- 小坂町（挙母）
- 小坂本町（挙母）
- 桜町（挙母）
- 樹木町（挙母）
- 昭和町（挙母）
- 白浜町（挙母）
- 中島町（挙母）
- 新生町（挙母）
- 砂町（挙母）
- 司町（挙母・下市場）
- 月見町（挙母）
- 常盤町（挙母）
- 十塚町（挙母）
- 日南町（挙母）
- 八幡町（挙母）
- 日之出町（挙母）
- 広路町（挙母）
- 松ケ枝町（挙母）
- 瑞穂町（挙母）
- 御幸町（挙母）
- 元城町（挙母）
- 若宮町（挙母）
- 喜多町（挙母）
- 竹生町（挙母）
- 神明町（挙母）
- 西町（挙母）
- 朝日町（挙母・宮口）
- 栄町（挙母・梅坪）
- 陣中町（挙母・梅坪）
- 錦町（挙母・下林）
- 丸山町（挙母・下市場・山之手）
- 元宮町（挙母・下林）
- 平芝町（挙母・梅坪）
- 梅坪町（梅坪）
- 落合町（梅坪）
- 川端町（梅坪）
- 京町（梅坪）
- 東梅坪町（梅坪）
- 東新町（宮口）
- 金谷町（金谷・挙母・下林）
- 下林町（下林・長興寺・挙母）
- 下市場町（下市場）
- 前田町（下市場）
- 前山町（下市場・今）
- 秋葉町（長興寺・西山室）
- トヨタ町（長興寺・下市場）
- 今町（今）
- 河合町（今）
- 明和町（今・下市場）
- 水源町（西山室・長興寺・今）
- 平山町（西山室・長興寺）
- 平和町（西山室・今）
- 緑ケ丘（山之手）
- 曙町（山之手）
- 寿町（山之手）

同時に長興寺・山之手が町名へ移行。
5月
- 小川町（挙母）
- 細谷町（挙母）
- 鴻ノ巣町（挙母・土橋）
- 衣ケ原（挙母・本地・宮口）
- 三軒町（挙母・宮口）
- 深田町（挙母・本地・土橋）
- 元町（挙母・土橋・本地）
- 逢妻町（梅坪）
- 栄生町（梅坪）
- 高原町（梅坪）
- 西山町（梅坪）
- 花丘町（梅坪）
- 若草町（梅坪）
- 横山町（梅坪・挙母）
- 宮口町（宮口）
- 大池町（宮口）
- 汐見町（宮口）
- 太平町（宮口）
- 高崎町（宮口）
- 天王町（宮口）
- 白山町（宮口）
- 久岡町（宮口）
- 宮上町（宮口）
- 広久手町（宮口・挙母）
- 貞宝町（宮口・梅坪）
- 丸根町（宮口・梅坪）
- 新町（宮口・本地）
- 宮町（宮口・本地)
- 土橋町（土橋）
- 清水町（土橋）
- 聖心町（土橋・本地）
- 本地町（本地）
- 田代町（本地）
- 田中町（本地）
- 西新町（本地）
- 美山町（本地）
- 柿本町（本地・挙母）
- 田町（本地・宮口）
- 本新町（本地・宮口）
- 千足町（千足）

## 高橋地区
同地区は1956年まで西加茂郡高橋村であった。挙母市編入後も当分の間村制時の大字が残っていた。編入当時の大字を以下に記す。
- 寺部（旧寺部村）
- 古瀬間（旧益富村）
- 南古瀬間（旧益富村）
- 飛泉（旧益富村）
- 西大見（旧益富村）
- 野見（旧野見村）
- 御立（旧野見村）
- 森（旧野見村）
- 下渡合（旧野見村）
- 渋川（旧渋川村）
- 上野山（旧上野山村）
- 市木（旧市木村）
- 平井（旧平井村）
- 矢並（旧四谷村）
- 岩滝（旧四谷村）
- 池田（旧四谷村）

豊田市改称から間もない1959年10月より高橋地区でも町名が設置されている。以下年別に列挙する。
1959年
- 寺部町（寺部）
- 社町（寺部）
- 高橋町（寺部）
- 千石町（寺部）
- 水間町（寺部）
- 川田町（寺部）
- 京ケ峰（寺部）
- 古瀬間町（古瀬間）
- 志賀町（南古瀬間）
- 泉町（飛泉）
- 大見町（西大見）
- 室町（西大見・野見）
- 野見町（野見）
- 野見山町（野見）
- 宮前町（野見）
- 竜宮町（野見）[4]
- 神池町（御立）
- 御立町（御立）
- 宝来町（森）
- 森町（森）
- 渡合町（下渡合）
- 琴平町（下渡合）
- 広川町（渋川）
- 渋谷町（渋川）
- 上野町（上野山）
- 東山町（上野山）
- 市木町（市木）
- 平井町（平井）
- 扶桑町（平井）
- 百々町（平井）
- 矢並町（矢並）
- 岩滝町（岩滝）
- 池田町（池田）

1971年
- 高上（高橋町・上野町・京ケ峰）

1975年
- 美里（神池町・広川町・森町・宝来町・渋谷町・御立町）

1978年
- 双美町（市木町・岩滝町）
- 美和町（平井町・百々町・市木町）

1987年
- 五ケ丘（志賀町・野見山町・宮前町・大見町・松平志賀町）

## 上郷地区
同地区は1964年まで碧海郡上郷町であった。豊田市編入後も当分の間町制時の大字が残っていた。編入当時の大字を以下に記す。
- 渡刈（旧寿恵野村）
- 鴛鴨（旧寿恵野村）
- 隣松寺（旧寿恵野村）
- 永覚新郷（旧寿恵野村）
- 和会（旧和会村）
- 広畔新郷（旧和会村）
- 福受新郷（旧和会村）
- 中切（旧畝部村）
- 宗定（旧畝部村）
- 川端（旧畝部村）
- 上中島（旧畝部村）
- 阿弥陀堂（旧畝部村）
- 国江（旧畝部村）
- 配津（旧畝部村）
- 桝塚（旧桝塚村）
- 上野（旧上野村）

1967年、上郷地区で町名が設置された。設置された町名を以下に列挙する。
- 豊栄町（渡刈・鴛鴨）
- 渡刈町（渡刈）
- 鴛鴨町（鴛鴨）
- 幸町（隣松寺・鴛鴨・渡刈）
- 永覚町（永覚新郷・上野）
- 永覚新町（永覚新郷・鴛鴨）
- 和会町（和会・上野）
- 広美町（広畔新郷）
- 福受町（福受新郷）
- 畝部東町（上中島・川端・中切・宗定）
- 畝部西町（国江・阿弥陀堂・桝塚）
- 配津町（配津）
- 桝塚東町（桝塚）
- 桝塚西町（桝塚・上野）
- 大成町（上野・永覚新郷・和会）
- 上郷町（上野・鴛鴨・桝塚）

## 高岡地区
同地区は1965年まで碧海郡高岡町であった。豊田市編入後も当分の間町制時の大字が残っていた。編入当時の大字を以下に記す。
- 竹（旧竹村）
- 大林（旧竹村）
- 西田新郷（旧竹村）
- 若林（旧若園村）
- 北中根（旧若園村）
- 吉原（旧若園村）
- 花園（旧若園村）
- 堤（旧堤村、堤村時代の1903年乙尾を編入）
- 中田（旧駒場村）
- 駒場（旧駒場村）
- 一本木（1952年竹・堤の各一部より成立）

また1967年には刈谷市から大字東境の一部を編入し、その区域から大字東境が成立している。
1968年に高岡地区で町名が設置された。その際に成立した町名を以下に列挙する。
- 竜神町（竹）
- 宝町（竹）
- 竹町（竹）
- 竹元町（竹）
- 中町（竹）
- 広田町（竹）
- 住吉町（竹）
- 大林町（大林）
- 御幸本町（大林・豊栄町）
- 西田町（西田新郷）
- 若林西町（若林）
- 若林東町（若林）
- 高美町（若林・竹）
- 中根町（北中根）
- 吉原町（吉原）
- 花園町（花園）
- 西岡町（堤・東境）
- 本田町（堤）
- 上丘町（堤・一本木）
- 高岡本町（堤）
- 高岡町（堤）
- 高丘新町（堤・駒場・中田）
- 堤本町（堤）
- 堤町（堤・（西加茂郡三好町）打越）
- 大島町（堤）
- 前林町（堤）
- 中田町（中田）
- 生駒町（駒場）
- 駒場町（駒場）
- 駒新町（駒場）
- 本町（一本木・竹）

## 猿投地区
ここでは猿投地区（狭義）の地名のほかに、1955年猿投町に編入された保見地区・石野地区の地名についても記す。
同地区は1967年まで西加茂郡猿投町であった。豊田市編入後も当分の間町制時の大字が残っていた。編入当時の大字を以下地区別に記す。
猿投地区
- 四郷（旧上郷村）
- 荒井（旧上郷村）
- 花本（旧上郷村）
- 越戸（旧上郷村）
- 御船（旧上郷村）
- 猿投（旧広沢村）
- 本徳（旧広沢村）
- 乙部（旧広沢村）
- 亀首（旧広沢村）
- 加納（旧広沢村）
- 舞木（旧広沢村）
- 西枝下（旧富貴下村）
- 西広瀬（旧富貴下村）

保見地区（旧保見村）
- 田籾（旧伊保村）
- 伊保堂（旧伊保村）
- 上伊保（旧伊保村）
- 殿貝津（旧伊保村）
- 下伊保（旧伊保村）
- 大畑（旧橋見村）
- 八草（旧橋見村）
- 篠原（旧橋見村）
- 西広見（旧橋見村）

石野地区（旧石野村）
- 寺谷下（旧七重村）
- 手呂（旧七重村）
- 成合（旧七重村）
- 千鳥（旧七重村）
- 上鷹見（旧七重村）
- 下鷹見（旧七重村）
- 小呂（旧七重村）
- 国附（旧石下瀬村）
- 小峯（旧石下瀬村）
- 東広瀬（旧石下瀬村）
- 東枝下（旧石下瀬村）
- 力石（旧石下瀬村）
- 下室（旧石下瀬村）
- 平戸橋（旧石下瀬村）
- 勘八（旧石下瀬村）
- 山路（旧中野村）
- 室（旧中野村）
- 椿（旧中野村）
- 中金（旧中野村）
- 野口（旧中野村）
- 小白見（旧中野村）
- 中切（旧中野村）
- 藤沢（旧富貴下村）
- 富田（旧富貴下村）
- 松嶺（旧富貴下村）
- 押沢（旧富貴下村）
- 元山中（旧四谷村）

### 町名の設置
1970年から町名が設置されている。以下地区別に列挙する。
猿投地区
1970年
- 四郷町（四郷）
- 上原町（四郷）
- 井上町（四郷・越戸）
- 高町（四郷）
- 荒井町（荒井・越戸）
- 花本町（花本・越戸）
- 越戸町（越戸）
- 青木町（越戸・花本）
- 御船町（御船）
- 猿投町（猿投）
- 本徳町（本徳・乙部）
- 乙部町（乙部）
- 亀首町（亀首・四郷）
- 加納町（加納）
- 舞木町（舞木）
- 枝下町（西枝下）
- 西広瀬町（西広瀬）

1993年
- 乙部ケ丘（乙部町など）

保見地区
1970年
- 田籾町（田籾）
- 東保見町（伊保堂）
- 保見町（上伊保）
- 浄水町（上伊保・殿貝津）
- 貝津町（殿貝津）
- 伊保町（下伊保）
- 大清水町（下伊保・殿貝津）
- 大畑町（大畑）
- 八草町（八草）
- 篠原町（篠原）
- 広幡町（西広見）

1978年
- 保見ケ丘（保見町・東保見町）

石野地区
すべて1970年に設置。
- 寺下町（寺谷下）
- 手呂町（手呂）
- 成合町（成合）
- 千鳥町（千鳥）
- 上高町（上鷹見）
- 滝見町（下鷹見）
- 小呂町（小呂）
- 国附町（国附）
- 小峯町（小峯）
- 東広瀬町（東広瀬）
- 石野町（東枝下）
- 力石町（力石）
- 下室町（下室）
- 平戸橋町（平戸橋・越戸）[5]
- 勘八町（勘八・東枝下）
- 芳友町（山路・椿・室）
- 中金町（中金）
- 野口町（野口）
- 城見町（小白見）
- 中切町（中切）
- 藤沢町（藤沢）
- 富田町（富田）
- 松嶺町（松嶺）
- 押沢町（押沢）
- 山中町（元山中）

## 松平地区
同地区は1970年まで東加茂郡松平町であった。豊田市編入後も当分の間町制時の大字が残っていた。編入当時の大字を以下に記す。
- 松平
- 九久平（旧小川村）
- 鵜ケ瀬（1962年、九久平の一部より成立）
- 中垣内（旧小川村、1964年に中村（旧小川村）を編入）
- 桂野（旧小川村）
- 川向（旧小川村）
- 滝脇（旧小川村、1962年に七売（旧小川村）を編入）
- 長沢（旧小川村）
- 林添（旧小川村）
- 大内（1962年に下河内・大給（旧小川村）より成立）
- 鍋田（旧小川村、1962年に曲り（旧小川村）を編入）
- 志賀（1962年に赤原・六ツ木（旧志賀村）より成立）
- 岩倉（旧志賀村）
- 石楠（1962年に大楠・所石（旧豊栄村）より成立）
- 簗山（旧豊栄村）
- 豊松（1962年に椿木・歌石・大田・茅原・羽明・大津・二口（旧豊栄村）より成立）
- 坂上（1962年に下屋敷・提立[6]・杉木・仁王・正作・日明・東宮口・真垣内・南篠平（旧豊栄村）より成立）
- 幸海東（1962年に酒呑・白瀬（旧穂積村）より成立）
- 幸海西（1962年に西野・二本木・重田和（旧穂積村）より成立）

1973年から松平地区でも町名が設置されている。現在までに成立した町名を以下年別に列挙する。
1973年
- 松平町（松平）
- 九久平町（九久平）
- 鵜ケ瀬町（鵜ケ瀬）
- 中垣内町（中垣内）
- 桂野町（桂野）
- 加茂川町（川向）
- 滝脇町（滝脇）
- 長沢町（長沢）
- 林添町（林添）
- 大内町（大内）
- 鍋田町（鍋田）
- 松平志賀町（志賀）
- 岩倉町（岩倉）
- 石楠町（石楠）
- 王滝町（簗山）
- 豊松町（豊松）
- 坂上町（坂上）
- 幸海町（幸海東）
- 穂積町（幸海西）

1986年
- 巴町（松平志賀町・岩倉町）

1996年
- 幸穂台（幸海町・穂積町など）

## 藤岡地区
同地区は2005年まで西加茂郡藤岡町であった。豊田市への編入と同時に同町の大字名を継承した町名が設置されている。
| 市町村制以前 | 1889年（明治22年） | 1889年（明治22年） | 1906年（明治39年） | 1906年（明治39年） | 1978年（昭和53年） | 1978年（昭和53年） | 2005年（平成17年） | 2005年（平成17年） |
| ------------ | ------------------ | ------------------ | ------------------ | ------------------ | ------------------ | ------------------ | ------------------ | ------------------ |
| 西中山村     | 藤河村             | 大字西中山         | 藤岡村             | 大字西中山         | 藤岡町             | 大字西中山         | 豊田市             | 西中山町           |
| 深見村       | 藤河村             | 大字深見           | 藤岡村             | 大字深見           | 藤岡町             | 大字深見           | 豊田市             | 深見町             |
| 田茂平村     | 藤河村             | 大字田茂平         | 藤岡村             | 大字田茂平         | 藤岡町             | 大字田茂平         | 豊田市             | 田茂平町           |
| 迫村         | 藤河村             | 大字迫             | 藤岡村             | 大字迫             | 藤岡町             | 大字迫             | 豊田市             | 迫町               |
| 飯野村       | 藤河村             | 大字飯野           | 藤岡村             | 大字飯野           | 藤岡町             | 大字飯野           | 豊田市             | 藤岡飯野町         |
| 北一色村     | 藤河村             | 大字北一色         | 藤岡村             | 大字北一色         | 藤岡町             | 大字北一色         | 豊田市             | 北一色町           |
| 石飛村       | 藤河村             | 大字石飛           | 藤岡村             | 大字石飛           | 藤岡町             | 大字石飛           | 豊田市             | 石飛町             |
| 上渡合村     | 高岡村             | 大字上渡合         | 藤岡村             | 大字上渡合         | 藤岡町             | 大字上渡合         | 豊田市             | 上渡合町           |
| 折平村       | 高岡村             | 大字折平           | 藤岡村             | 大字折平           | 藤岡町             | 大字折平           | 豊田市             | 折平町             |
| 北曽木村     | 高岡村             | 大字北曽木         | 藤岡村             | 大字北曽木         | 藤岡町             | 大字北曽木         | 豊田市             | 北曽木町           |
| 石畳村       | 高岡村             | 大字石畳           | 藤岡村             | 大字石畳           | 藤岡町             | 大字石畳           | 豊田市             | 石畳町             |
| 西市野々村   | 高岡村             | 大字西市野々       | 藤岡村             | 大字西市野々       | 藤岡町             | 大字西市野々       | 豊田市             | 西市野々町         |
| 白川村       | 高岡村             | 大字白川           | 藤岡村             | 大字白川           | 藤岡町             | 大字白川           | 豊田市             | 白川町             |
| 大岩村       | 高岡村             | 大字大岩           | 藤岡村             | 大字大岩           | 藤岡町             | 大字大岩           | 豊田市             | 大岩町             |
| 三箇村       | 高岡村             | 大字三箇           | 藤岡村             | 大字三箇           | 藤岡町             | 大字三箇           | 豊田市             | 三箇町             |
| 木瀬村       | 高岡村             | 大字木瀬           | 藤岡村             | 大字木瀬           | 藤岡町             | 大字木瀬           | 豊田市             | 木瀬町             |
| 上川口村     | 富貴下村           | 大字上川口         | 藤岡村             | 大字上川口         | 藤岡町             | 大字上川口         | 豊田市             | 上川口町           |
| 下川口村     | 富貴下村           | 大字下川口         | 藤岡村             | 大字下川口         | 藤岡町             | 大字下川口         | 豊田市             | 下川口町           |
| 御作村       | 富貴下村           | 大字御作           | 藤岡村             | 大字御作           | 藤岡町             | 大字御作           | 豊田市             | 御作町             |

## 小原地区
同地区は2005年まで西加茂郡小原村であった。豊田市への編入と同時に大字大草は小原町に改称し、それ以外は同村の大字名を継承した町名が設置されている。
| 市町村制以前 | 1889年（明治22年） | 1889年（明治22年） | 1906年（明治39年） | 1906年（明治39年） | 1973年（昭和48年） | 2005年（平成17年） | 2005年（平成17年） |
| ------------ | ------------------ | ------------------ | ------------------ | ------------------ | ------------------ | ------------------ | ------------------ |
| 乙ケ林村     | 豊原村             | 大字乙ケ林         | 小原村             | 大字乙ケ林         | 大字乙ケ林         | 豊田市             | 乙ケ林町           |
| 大平村       | 豊原村             | 大字大平           | 小原村             | 大字大平           | 大字大平           | 豊田市             | 大平町             |
| 寺平村       | 豊原村             | 大字寺平           | 小原村             | 大字寺平           | 大字寺平           | 豊田市             | 寺平町             |
| 荷掛村       | 豊原村             | 大字荷掛           | 小原村             | 大字荷掛           | 大字荷掛           | 豊田市             | 荷掛町             |
| 大洞村       | 豊原村             | 大字大洞           | 小原村             | 大字大洞           | 大字大洞           | 豊田市             | 大洞町             |
| 三ツ久保村   | 豊原村             | 大字三ツ久保       | 小原村             | 大字三ツ久保       | 大字三ツ久保       | 豊田市             | 三ツ久保町         |
| 沢田村       | 豊原村             | 大字沢田           | 小原村             | 大字沢田           | 大字沢田           | 豊田市             | 沢田町             |
| 西萩平村     | 豊原村             | 大字西萩平         | 小原村             | 大字西萩平         | 大字西萩平         | 豊田市             | 西萩平町           |
| 千洗村       | 豊原村             | 大字千洗           | 小原村             | 大字千洗           | 大字千洗           | 豊田市             | 千洗町             |
| 喜佐平村     | 豊原村             | 大字喜佐平         | 小原村             | 大字喜佐平         | 大字喜佐平         | 豊田市             | 喜佐平町           |
| 北篠平村     | 豊原村             | 大字北篠平         | 小原村             | 大字北篠平         | 大字北篠平         | 豊田市             | 北篠平町           |
| 上仁木村     | 福原村             | 大字上仁木         | 小原村             | 大字上仁木         | 大字上仁木         | 豊田市             | 上仁木町           |
| 東市野々村   | 福原村             | 大字東市野々       | 小原村             | 大字東市野々       | 大字東郷           | 豊田市             | 東郷町             |
| 小村         | 福原村             | 大字小             | 小原村             | 大字小             | 大字東郷           | 豊田市             | 東郷町             |
| 北村         | 福原村             | 大字北             | 小原村             | 大字北             | 大字北             | 豊田市             | 小原北町           |
| 川見村       | 福原村             | 大字川見           | 小原村             | 大字川見           | 大字川見           | 豊田市             | 川見町             |
| 柏ケ洞村     | 福原村             | 大字柏ケ洞         | 小原村             | 大字柏ケ洞         | 大字柏ケ洞         | 豊田市             | 柏ケ洞町           |
| 雑敷村       | 福原村             | 大字雑敷           | 小原村             | 大字雑敷           | 大字雑敷           | 豊田市             | 雑敷町             |
| 前洞村       | 福原村             | 大字前洞           | 小原村             | 大字前洞           | 大字前洞           | 豊田市             | 前洞町             |
| 大ケ蔵連村   | 福原村             | 大字大ケ蔵連       | 小原村             | 大字大ケ蔵連       | 大字大ケ蔵連       | 豊田市             | 大ケ蔵連町         |
| 田代村       | 福原村             | 大字田代           | 小原村             | 大字田代           | 大字田代           | 豊田市             | 小原田代町         |
| 永太郎村     | 清原村             | 大字永太郎         | 小原村             | 大字永太郎         | 大字永太郎         | 豊田市             | 永太郎町           |
| 松名村       | 清原村             | 大字松名           | 小原村             | 大字松名           | 大字松名           | 豊田市             | 松名町             |
| 下仁木村     | 清原村             | 大字下仁木         | 小原村             | 大字下仁木         | 大字下仁木         | 豊田市             | 下仁木町           |
| 遊屋村       | 清原村             | 大字遊屋           | 小原村             | 大字遊屋           | 大字遊屋           | 豊田市             | 遊屋町             |
| 西丹波村     | 清原村             | 大字西丹波         | 小原村             | 大字西丹波         | 大字西丹波         | 豊田市             | 西丹波町           |
| 平岩村       | 清原村             | 大字平岩           | 小原村             | 大字平岩           | 大字平岩           | 豊田市             | 平岩町             |
| 宮代村       | 清原村             | 大字宮代           | 小原村             | 大字宮代           | 大字宮代           | 豊田市             | 宮代町             |
| 苅萱村       | 清原村             | 大字苅萱           | 小原村             | 大字苅萱           | 大字苅萱           | 豊田市             | 苅萱町             |
| 岩下村       | 清原村             | 大字岩下           | 小原村             | 大字岩下           | 大字岩下           | 豊田市             | 岩下町             |
| 大倉村       | 清原村             | 大字大倉           | 小原村             | 大字大倉           | 大字大倉           | 豊田市             | 小原大蔵町         |
| 北大野村     | 清原村             | 大字北大野         | 小原村             | 大字北大野         | 大字北大野         | 豊田市             | 北大野町           |
| 西細田村     | 本城村             | 大字西細田         | 小原村             | 大字西細田         | 大字西細田         | 豊田市             | 西細田町           |
| 市場村       | 本城村             | 大字市場           | 小原村             | 大字市場           | 大字市場           | 豊田市             | 市場町             |
| 大坂村       | 本城村             | 大字大坂           | 小原村             | 大字大坂           | 大字大坂           | 豊田市             | 大坂町             |
| 大草村       | 本城村             | 大字大草           | 小原村             | 大字大草           | 大字大草           | 豊田市             | 小原町             |
| 鍛冶屋敷村   | 本城村             | 大字鍛冶屋敷       | 小原村             | 大字鍛冶屋敷       | 大字鍛冶屋敷       | 豊田市             | 鍛冶屋敷町         |
| 李村         | 本城村             | 大字李             | 小原村             | 大字李             | 大字李             | 豊田市             | 李町               |
| 百月村       | 本城村             | 大字百月           | 小原村             | 大字百月           | 大字百月           | 豊田市             | 百月町             |
| 簗平村       | 本城村             | 大字簗平           | 小原村             | 大字簗平           | 大字簗平           | 豊田市             | 簗平町             |
| 川下村       | 本城村             | 大字川下           | 小原村             | 大字川下           | 大字川下           | 豊田市             | 川下町             |
| 日面村       | 本城村             | 大字日面           | 小原村             | 大字日面           | 大字日面           | 豊田市             | 日面町             |
| 平畑村       | 本城村             | 大字平畑           | 小原村             | 大字平畑           | 大字平畑           | 豊田市             | 平畑町             |
| 榑俣村       | 本城村             | 大字榑俣           | 小原村             | 大字榑俣           | 大字榑俣           | 豊田市             | 榑俣町             |

## 足助地区
同地区は2005年まで東加茂郡足助町であった。豊田市への編入と同時に町名が設置されている。
| 市町村制以前     | 1889年（明治22年）              | 1889年（明治22年）                                  | 1906年（明治39年）        | 1906年（明治39年） | 1955年（昭和30年） | 1955年（昭和30年）        | 2005年（平成17年） | 2005年（平成17年） |
| ---------------- | ------------------------------- | --------------------------------------------------- | ------------------------- | ------------------ | ------------------ | ------------------------- | ------------------ | ------------------ |
| 足助村           | 足助村                          | 大字足助                                            | 足助町 （1890年町制施行） | 大字足助           | 足助町             | 大字足助                  | 豊田市             | 足助町             |
| 中之御所村       | 足助村                          | 大字中之御所                                        | 足助町 （1890年町制施行） | 大字中之御所       | 足助町             | 大字中之御所              | 豊田市             | 足助町             |
| 今朝平村         | 足助村                          | 大字今朝平                                          | 足助町 （1890年町制施行） | 大字今朝平         | 足助町             | 大字今朝平                | 豊田市             | 足助町             |
| 四ツ松村         | 盛岡村                          | 大字四ツ松                                          | 盛岡村                    | 大字四ツ松         | 足助町             | 大字四ツ松                | 豊田市             | 四ツ松町           |
| 冷田村           | 盛岡村                          | 大字冷田                                            | 盛岡村                    | 大字冷田           | 足助町             | 大字冷田                  | 豊田市             | 冷田町             |
| 上小田村         | 盛岡村                          | 大字上小田                                          | 盛岡村                    | 大字上小田         | 足助町             | 大字上小田                | 豊田市             | 上小田町           |
| 沢ノ堂村         | 盛岡村                          | 大字沢ノ堂                                          | 盛岡村                    | 大字沢ノ堂         | 足助町             | 大字沢ノ堂                | 豊田市             | 沢ノ堂町           |
| 平折村           | 盛岡村                          | 大字平折                                            | 盛岡村                    | 大字平折           | 足助町             | 大字平折                  | 豊田市             | 平折町             |
| 国閑村           | 盛岡村                          | 大字国閑                                            | 盛岡村                    | 大字国閑           | 足助町             | 大字国閑                  | 豊田市             | 国閑町             |
| 上脇村           | 盛岡村                          | 大字上脇                                            | 盛岡村                    | 大字上脇           | 足助町             | 大字上脇                  | 豊田市             | 上脇町             |
| 下佐切村         | 盛岡村                          | 大字下佐切                                          | 盛岡村                    | 大字下佐切         | 足助町             | 大字下佐切                | 豊田市             | 下佐切町           |
| 上佐切村         | 盛岡村                          | 大字上佐切                                          | 盛岡村                    | 大字上佐切         | 足助町             | 大字上佐切                | 豊田市             | 上佐切町           |
| 下国谷村         | 盛岡村                          | 大字下国谷                                          | 盛岡村                    | 大字下国谷         | 足助町             | 大字下国谷                | 豊田市             | 下国谷町           |
| 下国谷村         | 盛岡村                          | 大字下国谷                                          | 盛岡村                    | 大字下国谷         | 足助町             | 大字下国谷                | 豊田市             | 白倉町             |
| 中国谷村         | 盛岡村                          | 大字中国谷                                          | 盛岡村                    | 大字中国谷         | 足助町             | 大字中国谷                | 豊田市             | 国谷町             |
| 上国谷村         | 盛岡村                          | 大字上国谷                                          | 盛岡村                    | 大字上国谷         | 足助町             | 大字上国谷                | 豊田市             | 国谷町             |
| 桑原田村         | 盛岡村                          | 大字桑原田                                          | 盛岡村                    | 大字桑原田         | 足助町             | 大字桑原田                | 豊田市             | 桑原田町           |
| 栃本村           | 盛岡村                          | 大字栃本                                            | 盛岡村                    | 大字栃本           | 足助町             | 大字栃本                  | 豊田市             | 栃本町             |
| 野林村           | 盛岡村                          | 大字野林                                            | 盛岡村                    | 大字野林           | 足助町             | 大字野林                  | 豊田市             | 野林町             |
| 野林村           | 盛岡村                          | 大字野林                                            | 盛岡村                    | 大字野林           | 足助町             | 大字野林                  | 豊田市             | 篭林町             |
| 追分村           | 盛岡村                          | 大字追分                                            | 盛岡村                    | 大字追分           | 足助町             | 大字追分                  | 豊田市             | 井ノ口町           |
| 追分村           | 盛岡村                          | 大字追分                                            | 盛岡村                    | 大字追分           | 足助町             | 大字追分                  | 豊田市             | 近岡町             |
| 追分村           | 盛岡村                          | 大字追分                                            | 盛岡村                    | 大字追分           | 足助町             | 大字追分                  | 豊田市             | 東大島町           |
| 追分村           | 盛岡村                          | 大字追分                                            | 盛岡村                    | 大字追分           | 足助町             | 大字追分                  | 豊田市             | 田振町             |
| 岩神村           | 盛岡村                          | 大字岩神                                            | 盛岡村                    | 大字岩神           | 足助町             | 大字岩神                  | 豊田市             | 岩神町             |
| 則定村           | 穂積村                          | 大字則定                                            | 盛岡村                    | 大字則定           | 足助町             | 大字則定                  | 豊田市             | 則定町             |
| 霧山村           | 穂積村                          | 大字霧山                                            | 盛岡村                    | 大字霧山           | 足助町             | 大字霧山                  | 豊田市             | 霧山町             |
| 下平村           | 豊栄村                          | 大字下平                                            | 盛岡村                    | 大字下平           | 足助町             | 大字下平                  | 豊田市             | 下平町             |
| 岩谷村           | 豊栄村                          | 大字岩谷                                            | 盛岡村                    | 大字岩谷           | 足助町             | 大字岩谷                  | 豊田市             | 岩谷町             |
| 戸中村           | 金沢村                          | 大字戸中                                            | 盛岡村                    | 大字戸中           | 足助町             | 大字戸中                  | 豊田市             | 戸中町             |
| 川端村           | 金沢村                          | 大字川端                                            | 盛岡村                    | 大字川端           | 足助町             | 大字川端                  | 豊田市             | 東川端町           |
| 有洞村           | 金沢村                          | 大字有洞                                            | 賀茂村                    | 大字有洞           | 足助町             | 大字有洞                  | 豊田市             | 有洞町             |
| 綾渡村           | 金沢村                          | 大字綾渡                                            | 賀茂村                    | 大字綾渡           | 足助町             | 大字綾渡                  | 豊田市             | 綾渡町             |
| 大蔵連村         | 金沢村                          | 大字大蔵連                                          | 賀茂村                    | 大字大蔵連         | 足助町             | 大字大蔵連                | 豊田市             | 大蔵連町           |
| 椿立村           | 金沢村                          | 大字椿立                                            | 賀茂村                    | 大字椿立           | 足助町             | 大字椿立                  | 豊田市             | 椿立町             |
| 室口村           | 金沢村                          | 大字室口                                            | 賀茂村                    | 大字室口           | 足助町             | 大字室口                  | 豊田市             | 室口町             |
| 山ケ谷村         | 金沢村                          | 大字山ケ谷                                          | 賀茂村                    | 大字山ケ谷         | 足助町             | 大字山ケ谷                | 豊田市             | 山谷町             |
| 漆畑村           | 金沢村                          | 大字漆畑                                            | 賀茂村                    | 大字漆畑           | 足助町             | 大字漆畑                  | 豊田市             | 漆畑町             |
| 山ノ中立村       | 金沢村                          | 大字山ノ中立                                        | 賀茂村                    | 大字山ノ中立       | 足助町             | 大字山ノ中立              | 豊田市             | 山ノ中立町         |
| 東大見村         | 金沢村                          | 大字東大見                                          | 賀茂村                    | 大字東大見         | 足助町             | 大字東大見                | 豊田市             | 東大見町           |
| 葛沢村           | 金沢村                          | 大字葛沢                                            | 賀茂村                    | 大字葛沢           | 足助町             | 大字葛沢                  | 豊田市             | 葛沢町             |
| 安実京村         | 金沢村                          | 大字安実京                                          | 賀茂村                    | 大字安実京         | 足助町             | 大字安実京                | 豊田市             | 安実京町           |
| 御内蔵連村       | 金沢村                          | 大字御内蔵連                                        | 賀茂村                    | 大字御内蔵連       | 足助町             | 大字御内蔵連              | 豊田市             | 御内町             |
| 明川村           | 伊勢神村                        | 大字明川                                            | 賀茂村                    | 大字明川           | 足助町             | 大字明川                  | 豊田市             | 明川町             |
| 連谷村           | 伊勢神村                        | 大字連谷                                            | 賀茂村                    | 大字連谷           | 足助町             | 大字連谷                  | 豊田市             | 連谷町             |
| 平沢村           | 伊勢神村                        | 大字平沢                                            | 賀茂村                    | 大字平沢           | 足助町             | 大字平沢                  | 豊田市             | 平沢町             |
| 大多賀村         | 伊勢神村                        | 大字大多賀                                          | 賀茂村                    | 大字大多賀         | 足助町             | 大字大多賀                | 豊田市             | 大多賀町           |
| 玉野村           | 賀茂村                          | 大字玉野                                            | 賀茂村                    | 大字玉野           | 足助町             | 大字玉野                  | 豊田市             | 玉野町             |
| 二タ宮村         | 賀茂村                          | 大字二タ宮                                          | 賀茂村                    | 大字二タ宮         | 足助町             | 大字二タ宮                | 豊田市             | 二タ宮町           |
| 上八木村         | 賀茂村                          | 大字上八木                                          | 賀茂村                    | 大字上八木         | 足助町             | 大字上八木                | 豊田市             | 上八木町           |
| 怒田沢村         | 賀茂村                          | 大字怒田沢                                          | 賀茂村                    | 大字怒田沢         | 足助町             | 大字怒田沢                | 豊田市             | 怒田沢町           |
| 竜岡村           | 賀茂村                          | 大字竜岡                                            | 賀茂村                    | 大字竜岡           | 足助町             | 大字竜岡                  | 豊田市             | 竜岡町             |
| 千野村           | 賀茂村                          | 大字千野                                            | 賀茂村                    | 大字千野           | 足助町             | 大字千野                  | 豊田市             | 桑田和町           |
| 桑田和村         | 賀茂村                          | 大字桑田和                                          | 賀茂村                    | 大字桑田和         | 足助町             | 大字桑田和                | 豊田市             | 桑田和町           |
| 菅生村           | 賀茂村                          | 大字菅生                                            | 賀茂村                    | 大字菅生           | 足助町             | 大字菅生                  | 豊田市             | 菅生町             |
| 川面村           | 賀茂村                          | 大字川面                                            | 賀茂村                    | 大字川面           | 足助町             | 大字川面                  | 豊田市             | 川面町             |
| 五反田村         | 賀茂村                          | 大字五反田                                          | 賀茂村                    | 大字五反田         | 足助町             | 大字五反田                | 豊田市             | 五反田町           |
| 千田村           | 大和村 （1893年賀茂村より分立） | 大字千田                                            | 賀茂村                    | 大字千田           | 足助町             | 大字千田                  | 豊田市             | 千田町             |
| 越田和村         | 大和村 （1893年賀茂村より分立） | 大字越田和                                          | 阿摺村                    | 大字越田和         | 足助町             | 大字越田和                | 豊田市             | 富岡町             |
| 林間村           | 大和村 （1893年賀茂村より分立） | 大字林間                                            | 阿摺村                    | 大字林間           | 足助町             | 大字林間                  | 豊田市             | 富岡町             |
| 豊岡村           | 大和村 （1893年賀茂村より分立） | 大字豊岡                                            | 阿摺村                    | 大字豊岡           | 足助町             | 大字豊岡                  | 豊田市             | 富岡町             |
| 久木村           | 大和村 （1893年賀茂村より分立） | 大字久木                                            | 阿摺村                    | 大字久木           | 足助町             | 大字久木                  | 豊田市             | 久木町             |
| 北小田村         | 大和村 （1893年賀茂村より分立） | 大字北小田                                          | 阿摺村                    | 大字北小田         | 足助町             | 大字北小田                | 豊田市             | 北小田町           |
| 福知村           | 大和村 （1893年賀茂村より分立） | 大字福知                                            | 阿摺村                    | 大字福知           | 足助町             | 大字細田 （1949年分立）   | 豊田市             | 細田町             |
| 福知村           | 大和村 （1893年賀茂村より分立） | 大字福知                                            | 阿摺村                    | 大字福知           | 足助町             | 大字大井 （1949年分立）   | 豊田市             | 大井町             |
| 新盛村           | 大和村 （1893年賀茂村より分立） | 大字新盛                                            | 阿摺村                    | 大字新盛           | 足助町             | 大字新盛                  | 豊田市             | 新盛町             |
| （玉野村の一部） | 大和村 （1893年賀茂村より分立） | 大字永野 （大和村分立とき賀茂村玉野の一部より分立） | 阿摺村                    | 大字永野           | 足助町             | 大字永野                  | 豊田市             | 永野町             |
| 広岡村           | 阿摺村                          | 大字広岡                                            | 阿摺村                    | 大字広岡           | 足助町             | 大字小手沢 （1949年分立） | 豊田市             | 小手沢町           |
| 広岡村           | 阿摺村                          | 大字広岡                                            | 阿摺村                    | 大字広岡           | 足助町             | 大字西樫尾 （1949年分立） | 豊田市             | 西樫尾町           |
| 広岡村           | 阿摺村                          | 大字広岡                                            | 阿摺村                    | 大字広岡           | 足助町             | 大字切山 （1949年分立）   | 豊田市             | 上切山町           |
| 広岡村           | 阿摺村                          | 大字広岡                                            | 阿摺村                    | 大字広岡           | 足助町             | 大字小町 （1949年分立）   | 豊田市             | 小町               |
| 広岡村           | 阿摺村                          | 大字広岡                                            | 阿摺村                    | 大字広岡           | 足助町             | 大字御蔵 （1949年分立）   | 豊田市             | 御蔵町             |
| 広岡村           | 阿摺村                          | 大字広岡                                            | 阿摺村                    | 大字広岡           | 足助町             | 大字渡合 （1949年分立）   | 豊田市             | 東渡合町           |
| 広岡村           | 阿摺村                          | 大字広岡                                            | 阿摺村                    | 大字広岡           | 足助町             | 大字実栗 （1949年分立）   | 豊田市             | 実栗町             |
| 広岡村           | 阿摺村                          | 大字広岡                                            | 阿摺村                    | 大字広岡           | 足助町             | 大字大蔵 （1949年分立）   | 豊田市             | 大蔵町             |
| 月原村           | 阿摺村                          | 大字月原                                            | 阿摺村                    | 大字月原           | 足助町             | 大字月原                  | 豊田市             | 月原町             |
| 摺村             | 瑞穂村 （1894年阿摺村より分立） | 大字摺                                              | 阿摺村                    | 大字摺             | 足助町             | 大字摺                    | 豊田市             | 摺町               |
| 葛村             | 瑞穂村 （1894年阿摺村より分立） | 大字葛                                              | 阿摺村                    | 大字葛             | 足助町             | 大字葛                    | 豊田市             | 葛町               |
| 白山村           | 瑞穂村 （1894年阿摺村より分立） | 大字白山                                            | 阿摺村                    | 大字白山           | 足助町             | 大字白山                  | 豊田市             | 足助白山町         |
| 栃ノ沢村         | 瑞穂村 （1894年阿摺村より分立） | 大字栃ノ沢                                          | 阿摺村                    | 大字栃ノ沢         | 足助町             | 大字栃ノ沢                | 豊田市             | 栃ノ沢町           |
| 中立村           | 瑞穂村 （1894年阿摺村より分立） | 大字中立                                            | 阿摺村                    | 大字中立           | 足助町             | 大字中立                  | 豊田市             | 中立町             |
| 大河原村         | 瑞穂村 （1894年阿摺村より分立） | 大字大河原                                          | 阿摺村                    | 大字大河原         | 足助町             | 大字大河原                | 豊田市             | 大河原町           |
| 東中山村         | 瑞穂村 （1894年阿摺村より分立） | 大字東中山                                          | 阿摺村                    | 大字東中山         | 足助町             | 大字東中山                | 豊田市             | 東中山町           |
| 大塚村           | 瑞穂村 （1894年阿摺村より分立） | 大字大塚                                            | 阿摺村                    | 大字大塚           | 足助町             | 大字大塚                  | 豊田市             | 大塚町             |
| 塩ノ沢村         | 瑞穂村 （1894年阿摺村より分立） | 大字塩ノ沢                                          | 阿摺村                    | 大字塩ノ沢         | 足助町             | 大字塩ノ沢                | 豊田市             | 塩ノ沢町           |

## 下山地区
同地区は2005年まで東加茂郡下山村であった。豊田市への編入と同時に町名が設置されている。
| 市町村制以前 | 1889年（明治22年） | 1889年（明治22年） | 1906年（明治39年） | 1906年（明治39年） | 1956年（昭和31年） | 1956年（昭和31年） | 2005年（平成17年） | 2005年（平成17年） |
| ------------ | ------------------ | ------------------ | ------------------ | ------------------ | ------------------ | ------------------ | ------------------ | ------------------ |
| 田代村       | 額田郡下山村       | 大字田代           | 額田郡下山村       | 大字田代           | 東加茂郡下山村     | 大字田代           | 豊田市             | 下山田代町         |
| 田折村       | 額田郡下山村       | 大字田折           | 額田郡下山村       | 大字田折           | 東加茂郡下山村     | 大字田折           | 豊田市             | 田折町             |
| 蕪木村       | 額田郡下山村       | 大字蕪木           | 額田郡下山村       | 大字蕪木           | 東加茂郡下山村     | 大字蕪木           | 豊田市             | 蕪木町             |
| 蘭村         | 額田郡下山村       | 大字蘭村           | 額田郡下山村       | 大字蘭村           | 東加茂郡下山村     | 大字蘭村           | 豊田市             | 蘭町               |
| 東蘭村       | 東加茂郡下山村     | 大字東蘭           | 東加茂郡下山村     | 大字東蘭           | 東加茂郡下山村     | 大字東蘭           | 豊田市             | 蘭町               |
| 黒坂村       | 東加茂郡下山村     | 大字黒坂           | 東加茂郡下山村     | 大字黒坂           | 東加茂郡下山村     | 大字黒坂           | 豊田市             | 黒坂町             |
| 大桑村       | 東加茂郡下山村     | 大字大桑           | 東加茂郡下山村     | 大字大桑           | 東加茂郡下山村     | 大字大桑           | 豊田市             | 大桑町             |
| 芦原子村     | 東加茂郡下山村     | 大字芦原子         | 東加茂郡下山村     | 大字芦原子         | 東加茂郡下山村     | 大字芦原子         | 豊田市             | 神殿町             |
| 荻嶋村       | 東加茂郡下山村     | 大字荻嶋           | 東加茂郡下山村     | 大字荻嶋           | 東加茂郡下山村     | 大字荻嶋           | 豊田市             | 神殿町             |
| 神殿村       | 東加茂郡下山村     | 大字神殿           | 東加茂郡下山村     | 大字神殿           | 東加茂郡下山村     | 大字神殿           | 豊田市             | 神殿町             |
| 小松野村     | 東加茂郡下山村     | 大字小松野         | 東加茂郡下山村     | 大字小松野         | 東加茂郡下山村     | 大字小松野         | 豊田市             | 小松野町           |
| 和合村       | 東加茂郡下山村     | 大字和合           | 東加茂郡下山村     | 大字和合           | 東加茂郡下山村     | 大字和合           | 豊田市             | 和合町             |
| 平瀬村       | 東加茂郡下山村     | 大字平瀬           | 東加茂郡下山村     | 大字平瀬           | 東加茂郡下山村     | 大字平瀬           | 豊田市             | 平瀬町             |
| 田平沢村     | 東加茂郡下山村     | 大字田平沢         | 東加茂郡下山村     | 大字田平沢         | 東加茂郡下山村     | 大字田平沢         | 豊田市             | 田平沢町           |
| 栃立村       | 東加茂郡下山村     | 大字栃立           | 東加茂郡下山村     | 大字栃立           | 東加茂郡下山村     | 大字栃立           | 豊田市             | 栃立町             |
| 黒岩村       | 東加茂郡下山村     | 大字黒岩           | 東加茂郡下山村     | 大字黒岩           | 東加茂郡下山村     | 大字黒岩           | 豊田市             | 栃立町             |
| 梶村         | 東加茂郡下山村     | 大字梶             | 東加茂郡下山村     | 大字梶             | 東加茂郡下山村     | 大字梶             | 豊田市             | 大沼町             |
| 東大沼村     | 大沼村             | 大字東大沼         | 東加茂郡下山村     | 大字東大沼         | 東加茂郡下山村     | 大字東大沼         | 豊田市             | 大沼町             |
| 花沢村       | 大沼村             | 大字花沢           | 東加茂郡下山村     | 大字花沢           | 東加茂郡下山村     | 大字花沢           | 豊田市             | 花沢町             |
| 阿蔵村       | 富義村             | 大字阿蔵           | 東加茂郡下山村     | 大字阿蔵           | 東加茂郡下山村     | 大字阿蔵           | 豊田市             | 阿蔵町             |
| 梨野村       | 富義村             | 大字梨野           | 東加茂郡下山村     | 大字梨野           | 東加茂郡下山村     | 大字梨野           | 豊田市             | 梨野町             |
| 宇連野村     | 富義村             | 大字宇連野         | 東加茂郡下山村     | 大字宇連野         | 東加茂郡下山村     | 大字宇連野         | 豊田市             | 宇連野町           |
| 吉平村       | 富義村             | 大字吉平           | 東加茂郡下山村     | 大字吉平           | 東加茂郡下山村     | 大字吉平           | 豊田市             | 野原町             |
| 野原村       | 富義村             | 大字野原           | 東加茂郡下山村     | 大字野原           | 東加茂郡下山村     | 大字野原           | 豊田市             | 野原町             |
| 高野村       | 富義村             | 大字高野           | 東加茂郡下山村     | 大字高野           | 東加茂郡下山村     | 大字高野           | 豊田市             | 高野町             |
| 大林村       | 富義村             | 大字大林           | 東加茂郡下山村     | 大字大林           | 東加茂郡下山村     | 大字大林           | 豊田市             | 東大林町           |
| 立岩村       | 富義村             | 大字立岩           | 東加茂郡下山村     | 大字立岩           | 東加茂郡下山村     | 大字立岩           | 豊田市             | 立岩町             |
| 羽布村       | 富義村             | 大字羽布           | 東加茂郡下山村     | 大字羽布           | 東加茂郡下山村     | 大字羽布           | 豊田市             | 羽布町             |

## 旭地区
同地区は2005年まで東加茂郡旭町であった。豊田市への編入と同時に町名が設置されている。
| 市町村制以前 | 1889年（明治22年） | 1889年（明治22年） | 1906年（明治39年） | 1906年（明治39年）            | 1955年（昭和30年） | 1955年（昭和30年）                        | 1967年（昭和42年） | 1967年（昭和42年）   | 2005年（平成17年） | 2005年（平成17年） |
| ------------ | ------------------ | ------------------ | ------------------ | ----------------------------- | ------------------ | ----------------------------------------- | ------------------ | -------------------- | ------------------ | ------------------ |
| 田津原村     | 生駒村             | 大字田津原         | 旭村               | 大字田津原                    | 旭村               | 大字田津原                                | 旭町               | 大字田津原           | 豊田市             | 田津原町           |
| 牛地村       | 生駒村             | 大字牛地           | 旭村               | 大字牛地                      | 旭村               | 大字牛地                                  | 旭町               | 大字牛地             | 豊田市             | 牛地町             |
| 小滝野村     | 生駒村             | 大字小滝野         | 旭村               | 大字小滝野                    | 旭村               | 大字小滝野                                | 旭町               | 大字小滝野           | 豊田市             | 小滝野町           |
| 閑羅瀬村     | 生駒村             | 大字閑羅瀬         | 旭村               | 大字閑羅瀬                    | 旭村               | 大字閑羅瀬                                | 旭町               | 大字閑羅瀬           | 豊田市             | 閑羅瀬町           |
| 余平村       | 介木村             | 大字余平           | 旭村               | 大字余平                      | 旭村               | 大字余平                                  | 旭町               | 大字余平             | 豊田市             | 余平町             |
| 太田村       | 介木村             | 大字太田           | 旭村               | 大字太田                      | 旭村               | 大字太田                                  | 旭町               | 大字太田             | 豊田市             | 太田町             |
| 万町村       | 介木村             | 大字万町           | 旭村               | 大字万町                      | 旭村               | 大字万町                                  | 旭町               | 大字万町             | 豊田市             | 万町町             |
| 明賀村       | 介木村             | 大字明賀           | 旭村               | 大字明賀                      | 旭村               | 大字明賀                                  | 旭町               | 大字明賀             | 豊田市             | 明賀町             |
| 小渡村       | 介木村             | 大字小渡           | 旭村               | 大字小渡                      | 旭村               | 大字小渡                                  | 旭町               | 大字小渡             | 豊田市             | 小渡町             |
| 時瀬村       | 介木村             | 大字時瀬           | 旭村               | 大字時瀬                      | 旭村               | 大字時瀬                                  | 旭町               | 大字時瀬             | 豊田市             | 時瀬町             |
| 東加塩村     | 野見村             | 大字東加塩         | 旭村               | 大字東加塩                    | 旭村               | 大字東加塩                                | 旭町               | 大字東加塩           | 豊田市             | 加塩町             |
| 押井村       | 野見村             | 大字押井           | 旭村               | 大字押井                      | 旭村               | 大字押井                                  | 旭町               | 大字押井             | 豊田市             | 押井町             |
| 万根村       | 野見村             | 大字万根           | 旭村               | 大字万根                      | 旭村               | 大字万根                                  | 旭町               | 大字万根             | 豊田市             | 万根町             |
| 榊野村       | 野見村             | 大字榊野           | 旭村               | 大字榊野                      | 旭村               | 大字榊野                                  | 旭町               | 大字榊野             | 豊田市             | 榊野町             |
| 杉本村       | 野見村             | 大字杉本           | 旭村               | 大字杉本 （1899年菊田を編入） | 旭村               | 大字杉本                                  | 旭町               | 大字杉本             | 豊田市             | 杉本町             |
| 菊田村       | 野見村             | 大字菊田           | 旭村               | 大字杉本 （1899年菊田を編入） | 旭村               | 大字有間 （1912年杉本のうち旧菊田を編入） | 旭町               | 大字有間             | 豊田市             | 有間町             |
| 有間村       | 野見村             | 大字有間           | 旭村               | 大字有間                      | 旭村               | 大字有間 （1912年杉本のうち旧菊田を編入） | 旭町               | 大字有間             | 豊田市             | 有間町             |
| 有間村       | 野見村             | 大字有間           | 旭村               | 大字有間                      | 旭村               | 大字小田 （1949年分立）                   | 旭町               | 大字小田             | 豊田市             | 小田町             |
| 笹戸村       | 野見村             | 大字笹戸           | 旭村               | 大字笹戸                      | 旭村               | 大字笹戸                                  | 旭町               | 大字笹戸             | 豊田市             | 笹戸町             |
| 市平村       | 野見村             | 大字市平           | 旭村               | 大字市平                      | 旭村               | 大字市平                                  | 旭町               | 大字市平             | 豊田市             | 市平町             |
| 池島村       | 野見村             | 大字池島           | 旭村               | 大字池島                      | 旭村               | 大字池島                                  | 旭町               | 大字池島             | 豊田市             | 池島町             |
| 大坪村       | 野見村             | 大字大坪           | 旭村               | 大字大坪                      | 旭村               | 大字大坪                                  | 旭町               | 大字大坪             | 豊田市             | 大坪町             |
| 東萩平村     | 野見村             | 大字東萩平         | 旭村               | 大字東萩平                    | 旭村               | 大字東萩平                                | 旭町               | 大字東萩平           | 豊田市             | 東萩平町           |
| 坪崎村       | 築羽村             | 大字坪崎           | 旭村               | 大字坪崎                      | 旭村               | 大字坪崎                                  | 旭町               | 大字坪崎             | 豊田市             | 坪崎町             |
| 日下部村     | 築羽村             | 大字日下部         | 旭村               | 大字日下部                    | 旭村               | 大字日下部                                | 旭町               | 大字日下部           | 豊田市             | 日下部町           |
| 伯母沢村     | 築羽村             | 大字伯母沢         | 旭村               | 大字伯母沢                    | 旭村               | 大字伯母沢                                | 旭町               | 大字伯母沢           | 豊田市             | 伯母沢町           |
| 八幡村       | 築羽村             | 大字八幡           | 旭村               | 大字八幡                      | 旭村               | 大字八幡                                  | 旭町               | 大字八幡             | 豊田市             | 旭八幡町           |
| 伊熊村       | 築羽村             | 大字伊熊           | 旭村               | 大字伊熊                      | 旭村               | 大字伊熊                                  | 旭町               | 大字伊熊             | 豊田市             | 伊熊町             |
| 槙本村       | 築羽村             | 大字槙本           | 旭村               | 大字槙本                      | 旭村               | 大字槙本                                  | 旭町               | 大字槙本             | 豊田市             | 槙本町             |
| 小畑村       | 築羽村             | 大字小畑           | 旭村               | 大字小畑                      | 旭村               | 大字小畑                                  | 旭町               | 大字小畑             | 豊田市             | 小畑町             |
| 惣田村       | 築羽村             | 大字惣田           | 旭村               | 大字惣田                      | 旭村               | 大字惣田                                  | 旭町               | 大字惣田             | 豊田市             | 惣田町             |
| 野原村       | 岐阜県恵那郡野原村 | 岐阜県恵那郡野原村 | 岐阜県恵那郡三濃村 | 大字野原                      | 旭村               | 大字島崎                                  | 旭町               | 大字島崎             | 豊田市             | 島崎町             |
| 野原村       | 岐阜県恵那郡野原村 | 岐阜県恵那郡野原村 | 岐阜県恵那郡三濃村 | 大字野原                      | 旭村               | 大字一色                                  | 旭町               | 大字一色             | 豊田市             | 一色町             |
| 野原村       | 岐阜県恵那郡野原村 | 岐阜県恵那郡野原村 | 岐阜県恵那郡三濃村 | 大字野原                      | 旭村               | 大字上切                                  | 旭町               | 大字上切             | 豊田市             | 上切町             |
| 野原村       | 岐阜県恵那郡野原村 | 岐阜県恵那郡野原村 | 岐阜県恵那郡三濃村 | 大字野原                      | 旭村               | 大字上中切                                | 旭町               | 大字上中切           | 豊田市             | 上中町             |
| 野原村       | 岐阜県恵那郡野原村 | 岐阜県恵那郡野原村 | 岐阜県恵那郡三濃村 | 大字野原                      | 旭村               | 大字下中切                                | 旭町               | 大字下中切           | 豊田市             | 下中町             |
| 野原村       | 岐阜県恵那郡野原村 | 岐阜県恵那郡野原村 | 岐阜県恵那郡三濃村 | 大字野原                      | 旭村               | 大字下切                                  | 旭町               | 大字下切             | 豊田市             | 下切町             |
| 野原村       | 岐阜県恵那郡野原村 | 岐阜県恵那郡野原村 | 岐阜県恵那郡三濃村 | 大字野原                      | 旭村               | （浅谷・野原入会地）                      | 旭町               | （浅谷・野原入会地） | 豊田市             | 三分山町           |
| 浅谷村       | 岐阜県恵那郡浅谷村 | 岐阜県恵那郡浅谷村 | 岐阜県恵那郡三濃村 | 大字浅谷                      | 旭村               | （浅谷・野原入会地）                      | 旭町               | （浅谷・野原入会地） | 豊田市             | 三分山町           |
| 浅谷村       | 岐阜県恵那郡浅谷村 | 岐阜県恵那郡浅谷村 | 岐阜県恵那郡三濃村 | 大字浅谷                      | 旭村               | 大字浅谷                                  | 旭町               | 大字浅谷             | 豊田市             | 浅谷町             |
| 浅谷村       | 岐阜県恵那郡浅谷村 | 岐阜県恵那郡浅谷村 | 岐阜県恵那郡三濃村 | 大字浅谷                      | 旭村               | 大字須渕                                  | 旭町               | 大字須渕             | 豊田市             | 須渕町             |

## 稲武地区
同地区は2005年まで東加茂郡稲武町であった。豊田市への編入と同時に町名が設置されている。
| 市町村制以前 | 1889年（明治22年） | 1889年（明治22年） | 1940年（昭和15年） | 1940年（昭和15年） | 2003年（平成15年） | 2003年（平成15年） | 2005年（平成17年） | 2005年（平成17年） |
| ------------ | ------------------ | ------------------ | ------------------ | ------------------ | ------------------ | ------------------ | ------------------ | ------------------ |
| 夏焼村       | 北設楽郡稲橋村     | 大字夏焼           | 北設楽郡稲武町     | 大字夏焼           | 東加茂郡稲武町     | 大字夏焼           | 豊田市             | 夏焼町             |
| 稲橋村       | 北設楽郡稲橋村     | 大字稲橋           | 北設楽郡稲武町     | 大字稲橋           | 東加茂郡稲武町     | 大字稲橋           | 豊田市             | 稲武町             |
| 中当村       | 北設楽郡稲橋村     | 大字中当           | 北設楽郡稲武町     | 大字中当           | 東加茂郡稲武町     | 大字中当           | 豊田市             | 中当町             |
| 野入村       | 北設楽郡稲橋村     | 大字野入           | 北設楽郡稲武町     | 大字野入           | 東加茂郡稲武町     | 大字野入           | 豊田市             | 野入町             |
| 大野瀬村     | 北設楽郡稲橋村     | 大字大野瀬         | 北設楽郡稲武町     | 大字大野瀬         | 東加茂郡稲武町     | 大字大野瀬         | 豊田市             | 大野瀬町           |
| 押山村       | 北設楽郡稲橋村     | 大字押山           | 北設楽郡稲武町     | 大字押山           | 東加茂郡稲武町     | 大字押山           | 豊田市             | 押山町             |
| 武節町村     | 北設楽郡武節村     | 大字武節町         | 北設楽郡稲武町     | 大字武節町         | 東加茂郡稲武町     | 大字武節町         | 豊田市             | 武節町             |
| 桑原村       | 北設楽郡武節村     | 大字桑原           | 北設楽郡稲武町     | 大字桑原           | 東加茂郡稲武町     | 大字桑原           | 豊田市             | 桑原町             |
| 御所貝津村   | 北設楽郡武節村     | 大字御所貝津       | 北設楽郡稲武町     | 大字御所貝津       | 東加茂郡稲武町     | 大字御所貝津       | 豊田市             | 御所貝津町         |
| 川手村       | 北設楽郡武節村     | 大字川手           | 北設楽郡稲武町     | 大字川手           | 東加茂郡稲武町     | 大字川手           | 豊田市             | 川手町             |
| 黒田村       | 北設楽郡武節村     | 大字黒田           | 北設楽郡稲武町     | 大字黒田           | 東加茂郡稲武町     | 大字黒田           | 豊田市             | 黒田町             |
| 小田木村     | 北設楽郡武節村     | 大字小田木         | 北設楽郡稲武町     | 大字小田木         | 東加茂郡稲武町     | 大字小田木         | 豊田市             | 小田木町           |
| 富永村       | 北設楽郡武節村     | 大字富永           | 北設楽郡稲武町     | 大字富永           | 東加茂郡稲武町     | 大字富永           | 豊田市             | 富永町             |

## 参考資料
- 「角川日本地名大辞典」編纂委員会 編『角川日本地名大辞典 23 愛知県』角川書店、1989年3月8日。ISBN 4-04-001230-5。
- 深津重貞『豊田加茂の地名』1991年。
- 合併に伴う新町字名一覧